# Centro cívico de Chuquicamata
El Centro Cívico de Chuquicamata (22°19'0.8"S, 68°55'48.4"W) es un centro urbano ubicado a 3.000 metros de altura que dependía exclusivamente de la actividad minera. Inscrito dentro de la Zona Típica del "Campamento Minero de Chuquicamata”, perteneciente a la provincia de El Loa, ubicado en la cuenca noroeste del desierto de Atacama, a dieciocho kilómetros al norte de la ciudad de Calama y a doscientos cincuenta kilómetros de Antofagasta, capital regional.
En el centro cívico de Chuquicamata cuenta con las principales instalaciones del campamento como la plaza, comercio, bancos, teatros, cines, clubes y sindicatos. Actualmente es posible visitar el campamento, previo acuerdo con la administración de la empresa, quienes cuentan con una visita guiada a los turistas.

## Galería

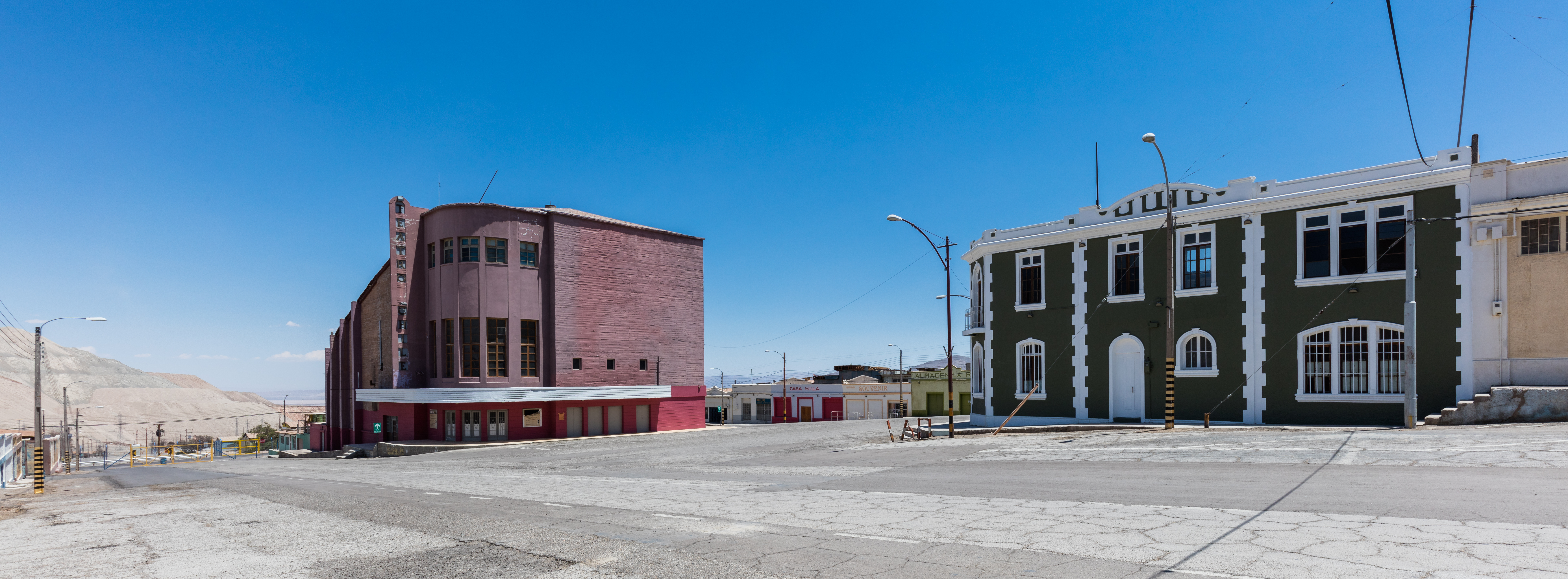
Campamento de Chuquicamata
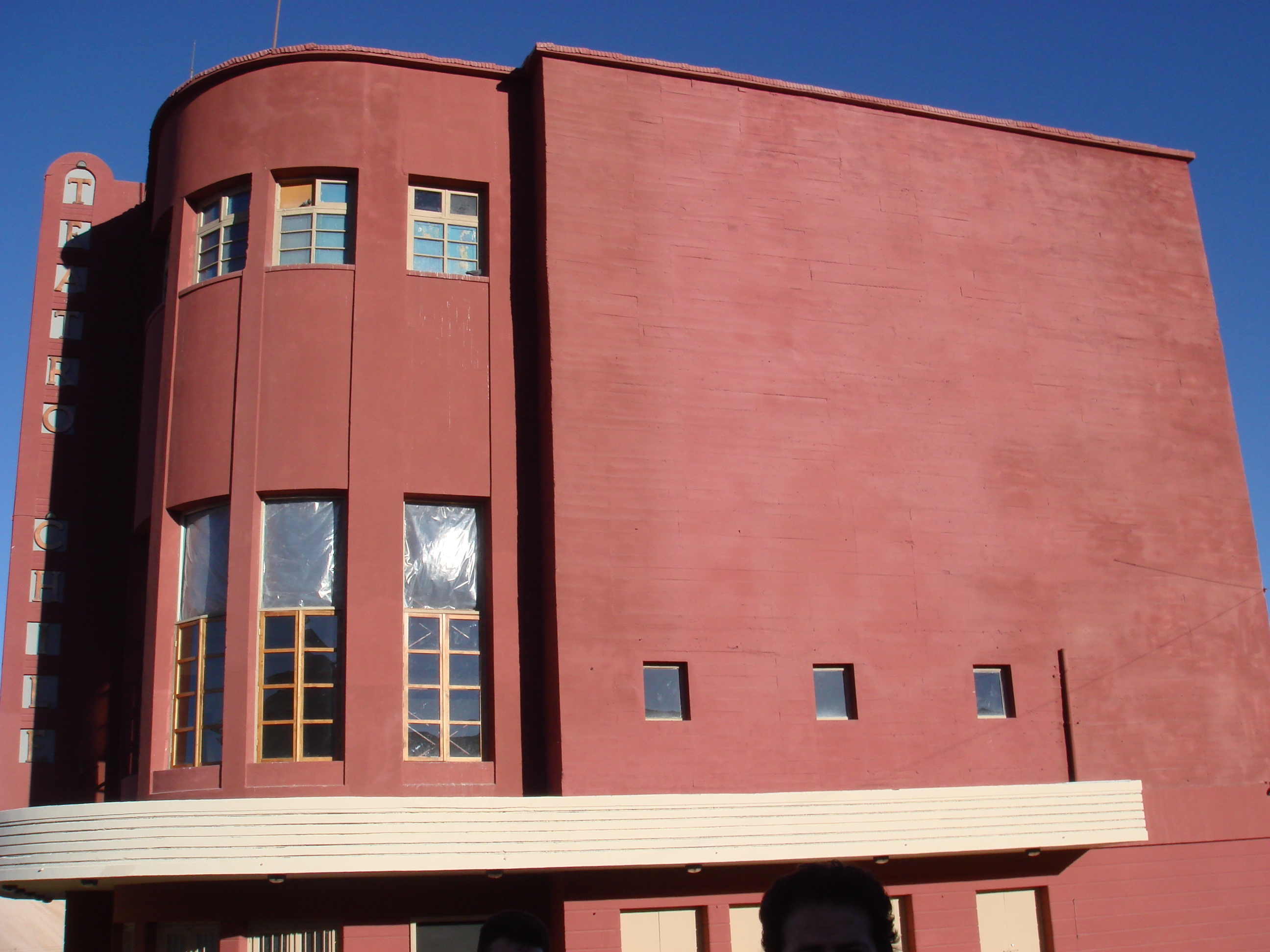
Teatro Chile
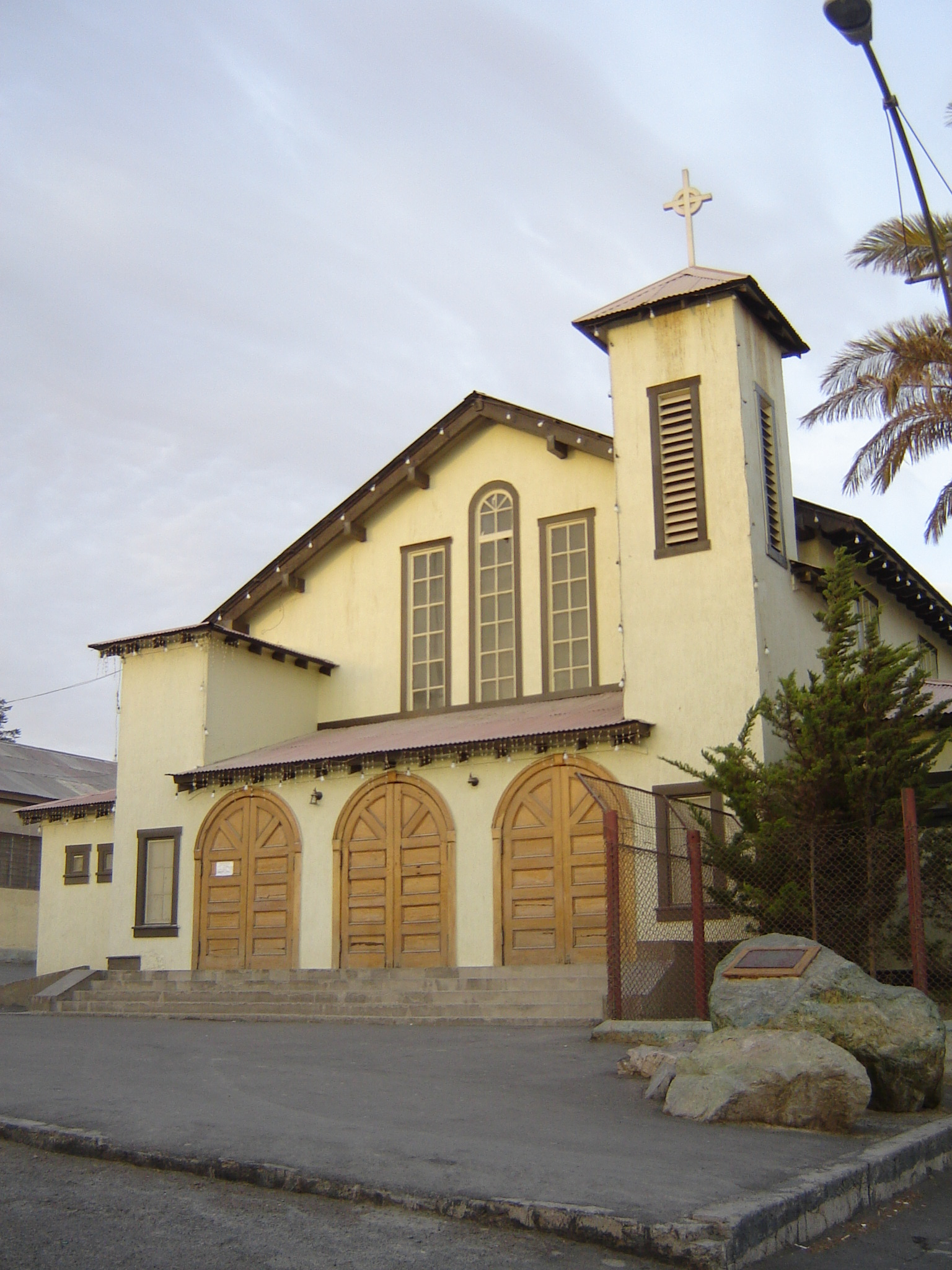
Iglesia
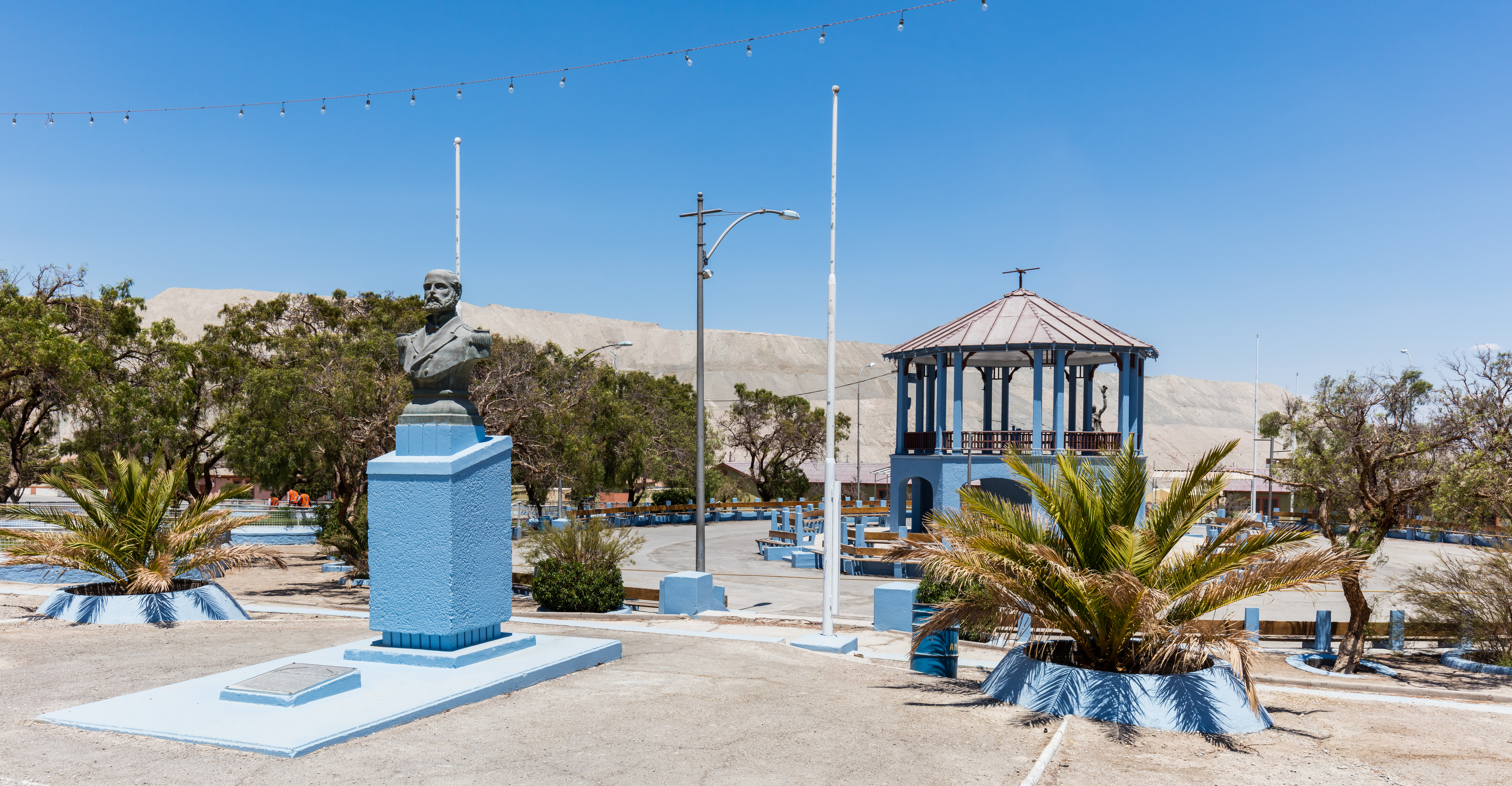
Plaza cívica